# Amazona

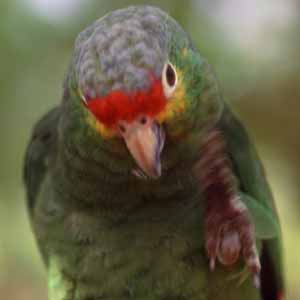
Lisztes amazon (Amazona farinosa)

Az amazon (Amazona) a madarak osztályának papagájfélék (Psittacidae) családjába és az araformák (Arinae) alcsaládba tartozó nem.

## Rendszerezésük
A nemet René Primevère Lesson francia ornitológus írta le 1830-ban, jelenleg az alábbi fajok tartoznak ide:
- Kékszakállú amazon (Amazona festiva)
- Orinocói amazon (Amazona bodini)[2]
- Galambnyakú amazon (Amazona vinacea)
- Tukumáni amazon (Amazona tucumana)
- Vörösszemű amazon (Amazona pretrei)
- Fehérhomlokú amazon (Amazona albifrons)
- Feketecsőrű amazon (Amazona agilis)
- Jamaikai amazon (Amazona collaria)
- Kubai amazon (Amazona leucocephala)
- Kékkoronás amazon (Amazona ventralis)
- Puerto Ricó-i amazon (Amazona vittata)
- Kéksapkás amazon (Amazona finschi)
- Őszi amazon (Amazona autumnalis)
- Lila amazon (Amazona lilacina)[2]
- Diadémamazon (Amazona diadema)
- Zöldarcú amazon (Amazona viridigenalis)
- Sárgakantárú amazon (Amazona xantholora)
- Aranymaszkos amazon (Amazona dufresniana)
- Tüzeshomlokú amazon (Amazona rhodocorytha)
- Kékfejű amazon (Amazona arausiaca)
- Kékmaszkos amazon (Amazona versicolor)
- Sárgafejű amazon (Amazona oratrix)
- Sárgatarkójú amazon (Amazona auropalliata)
- Sárgahomlokú amazon (Amazona ochrocephala)
- Sárgavállú amazon (Amazona barbadensis)
- Kékhomlokú amazon (Amazona aestiva)
- Katonaamazon (Amazona mercenarius)
- Lisztes amazon (Amazona farinosa)
- Guatemalai amazon (Amazona guatemalae)[2]
- Kawall-amazon (Amazona kawalli)
- Pirosfarkú amazon (Amazona brasiliensis)
- Narancsszárnyú amazon (Amazona amazonica)
- Királyamazon (Amazona guildingii)
- Császáramazon (Amazona imperialis)

Kihalt fajok:
- † Martinique-i amazon (Amazona martinica)
- † Guadeloupe-i amazon (Amazona violacea)

Korábban az Alípio-amazont (Alipiopsitta xanthops) is ebbe a nembe sorolták, azonban az újabb DNS-vizsgálatok után átsorolták a monotipikus Alipiopsitta papagájnembe.

## Képek

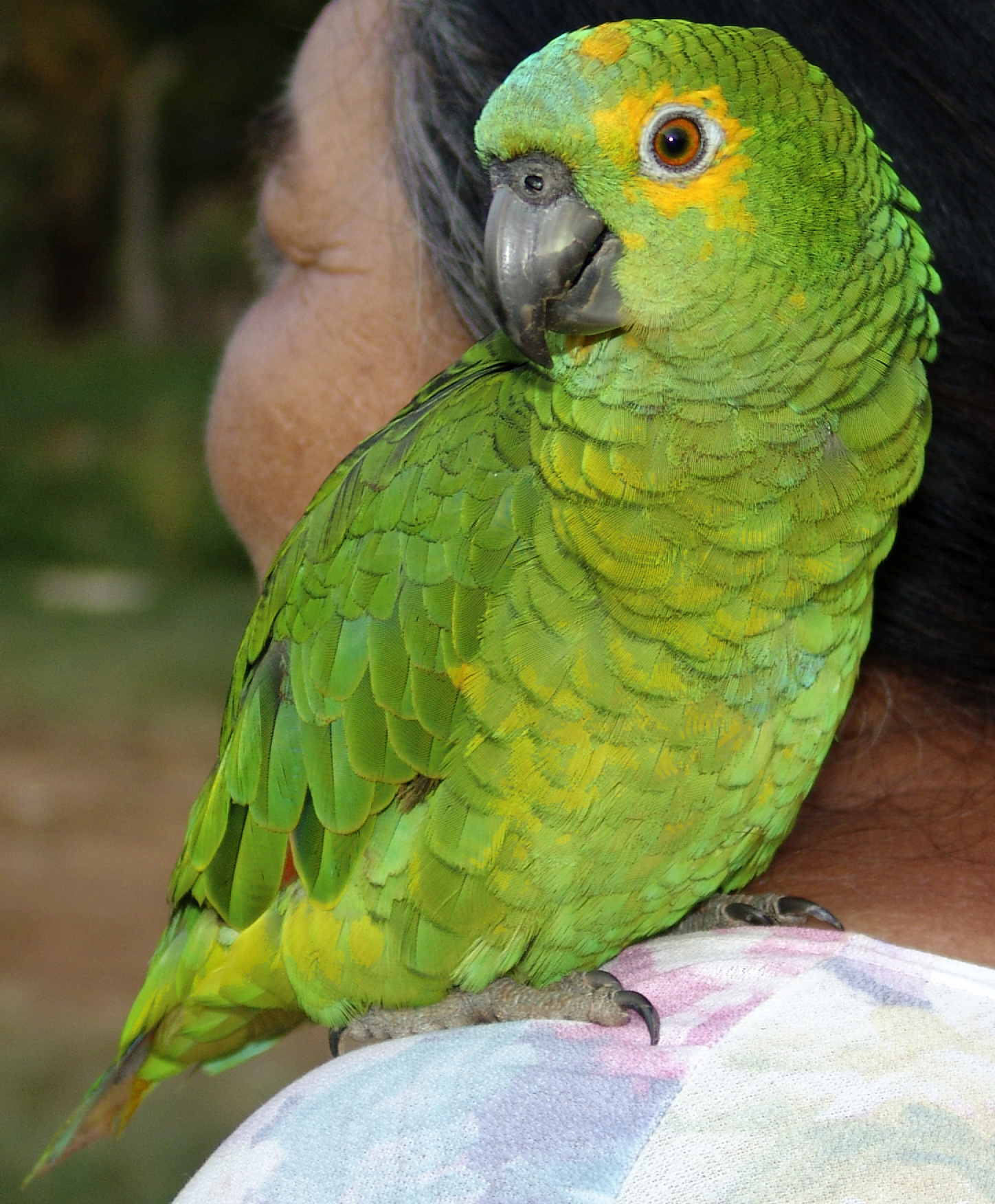
Kékhomlokú amazon (Amazona aestiva)
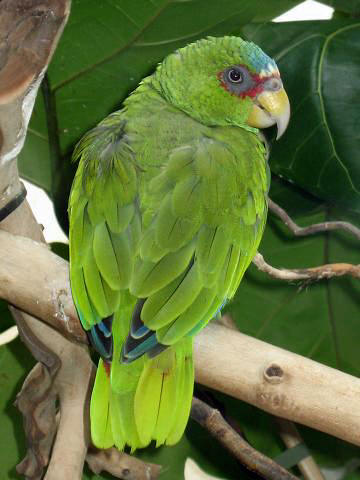
Fehérhomlokú amazon (Amazona albifrons)
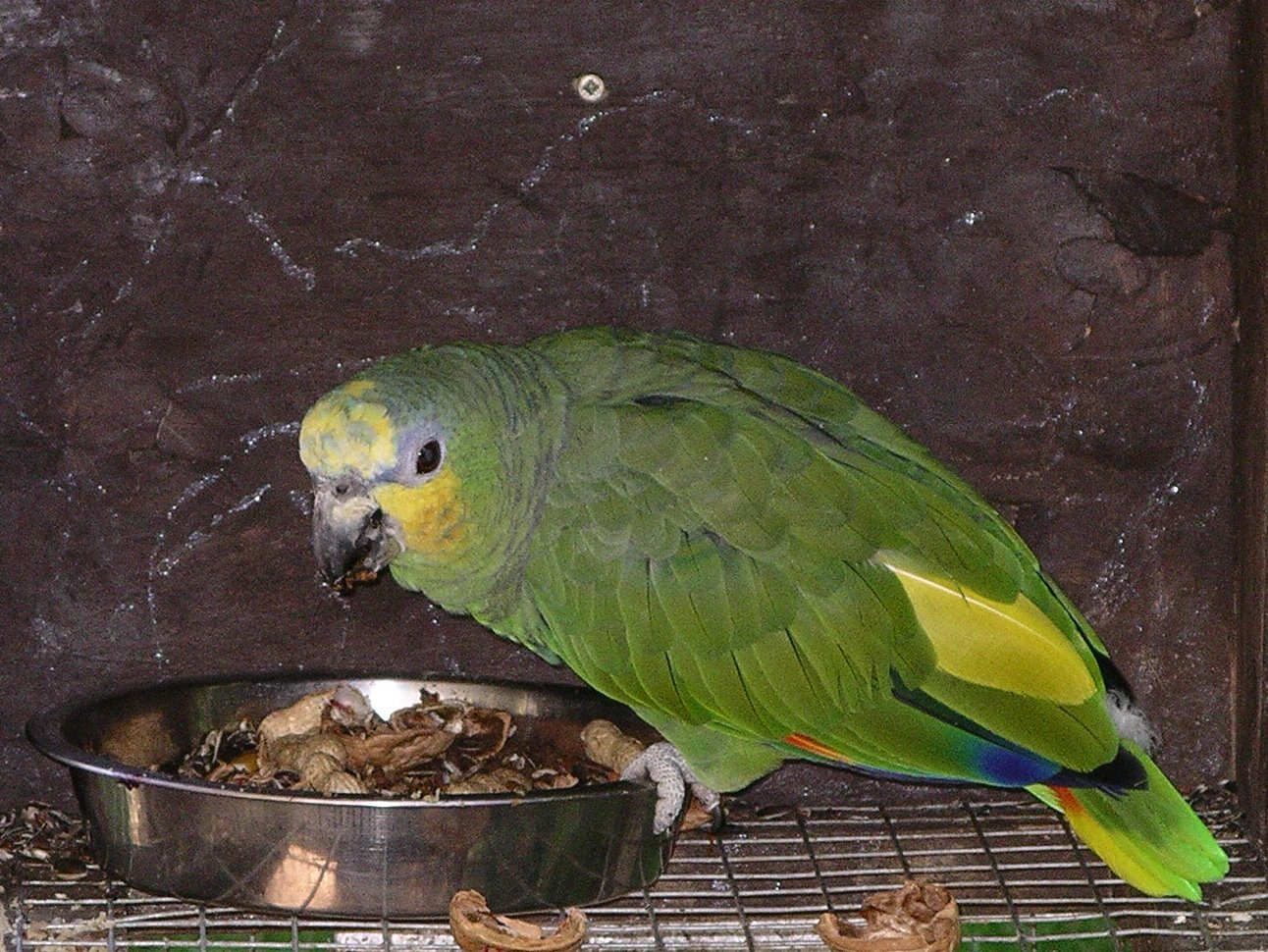
Narancsszárnyú amazon (Amazona amazonica)
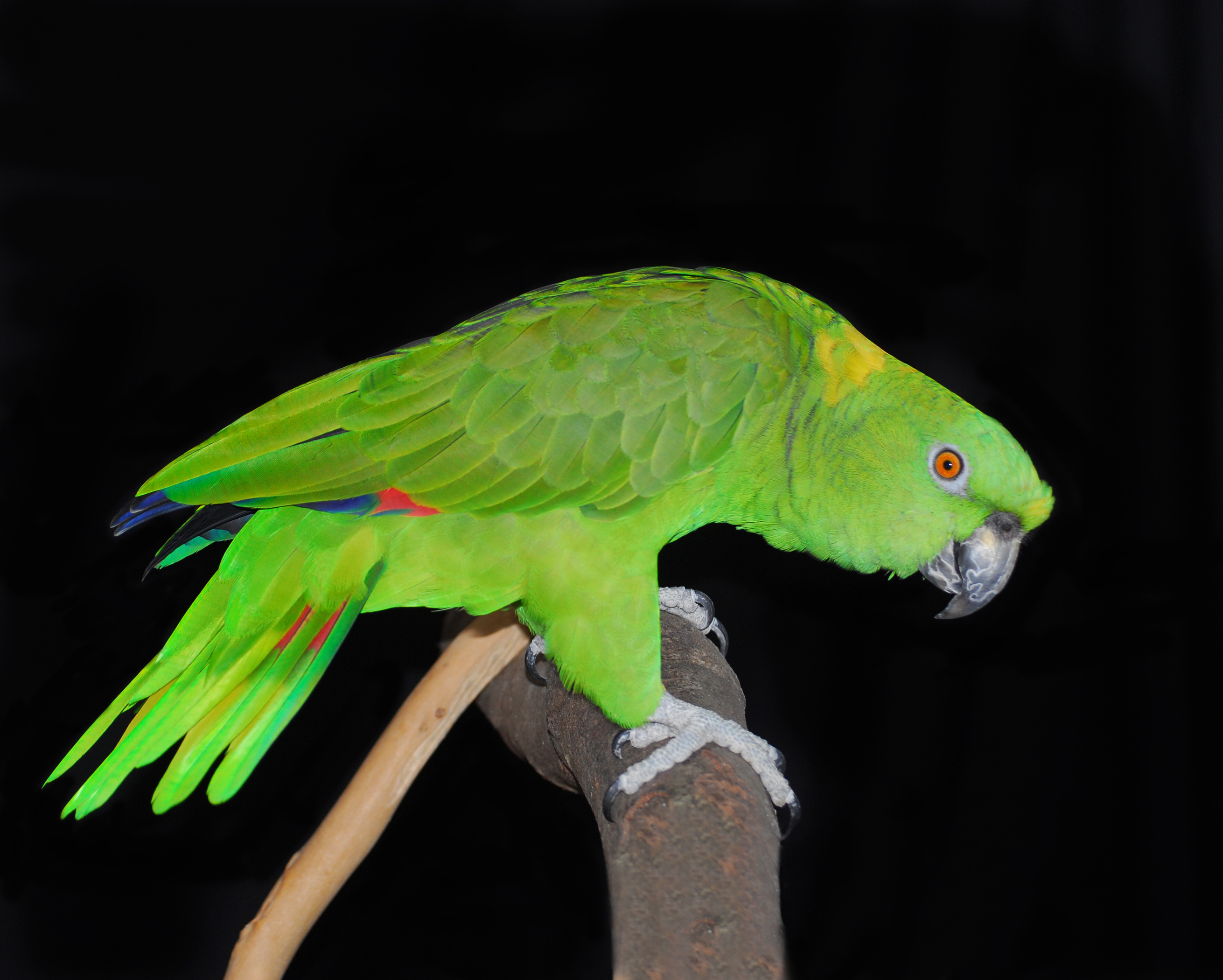
Sárgatarkójú amazon (Amazona auropalliata)
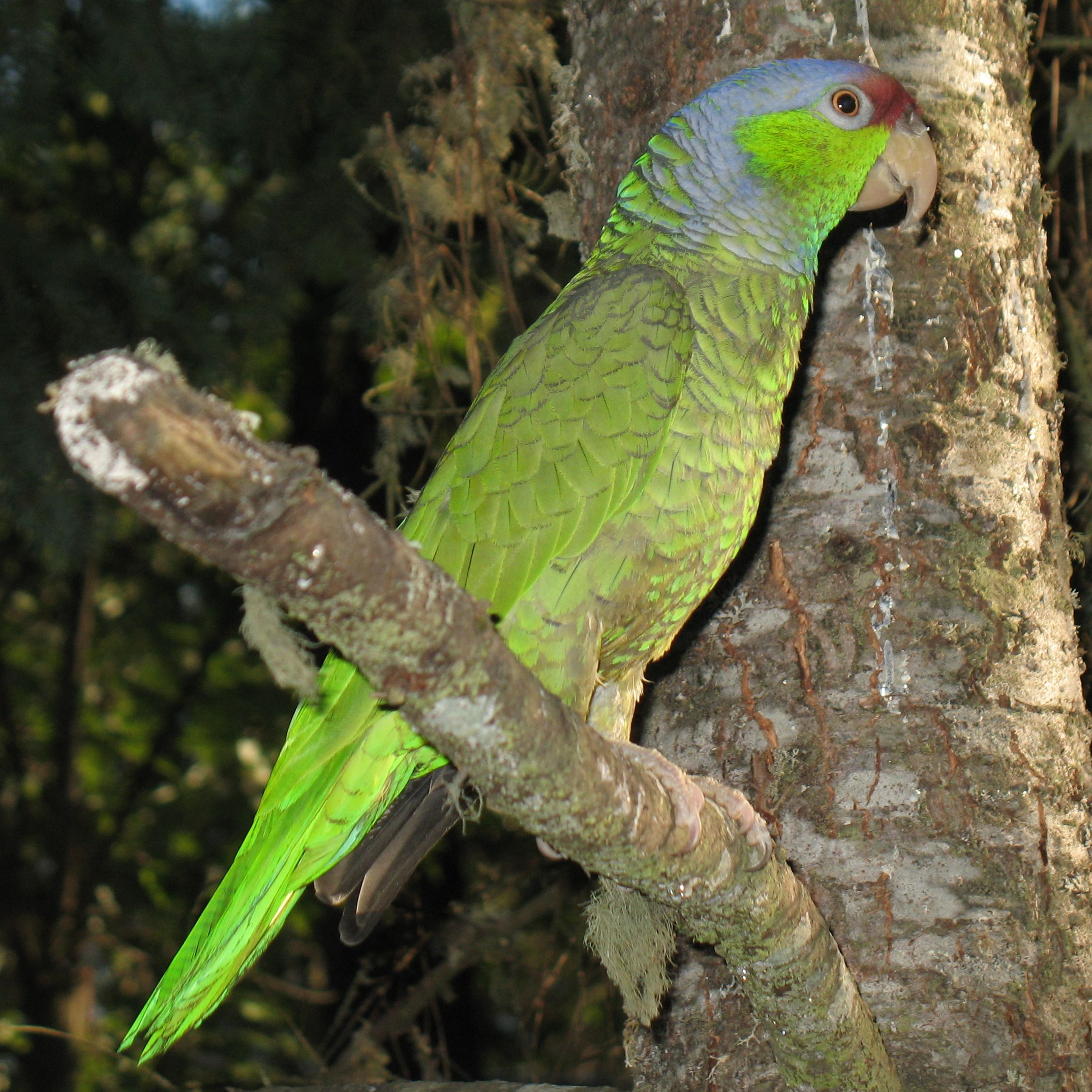
Kéksapkás amazon (Amazona finschi)
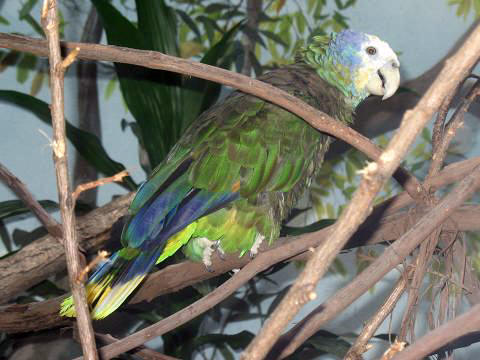
Királyamazon (Amazona guildingii)
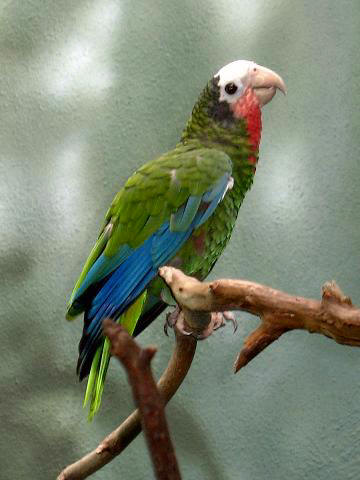
Kubai amazon (Amazona leucocephala)
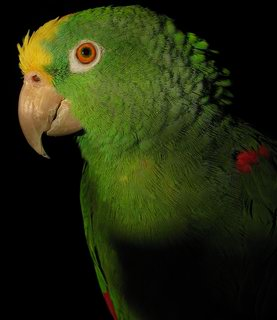
Sárgahomlokú amazon (Amazona ochrocephala)
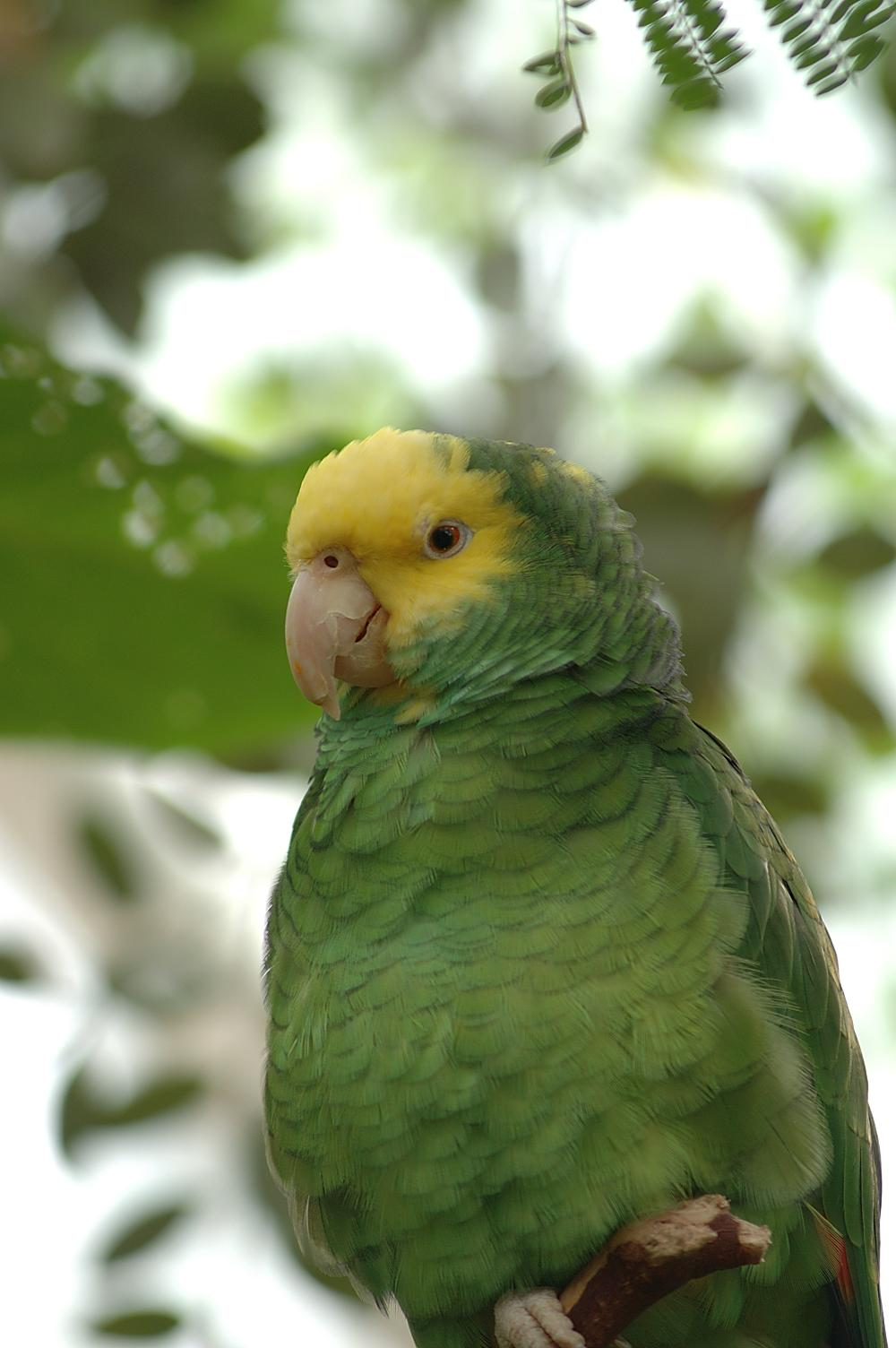
Sárgafejű amazon (Amazona oratrix)
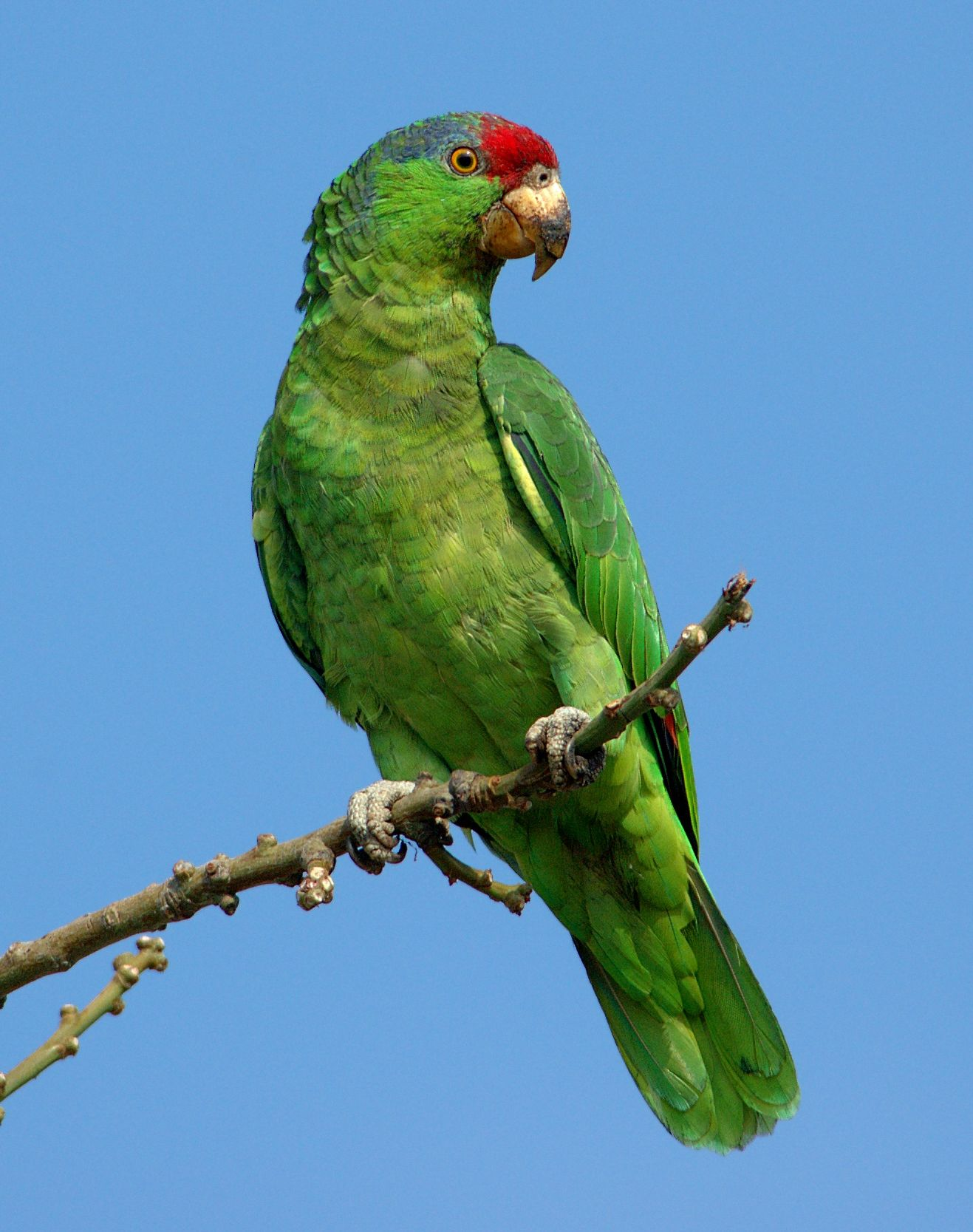
Zöldarcú amazon (Amazona viridigenalis)
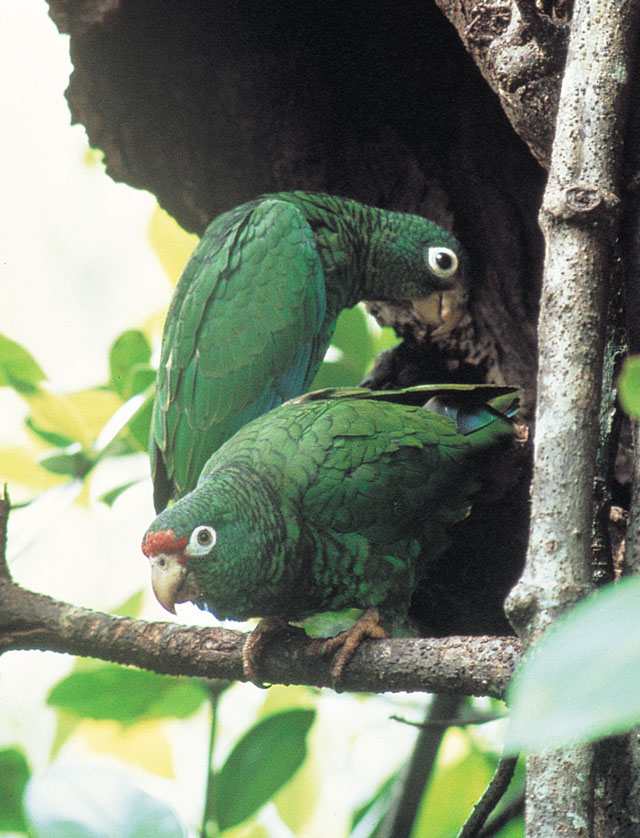
Puerto Ricó-i amazon (Amazona vittata)